# Associazione Sportiva Roma
L'Associazione Sportiva Roma o comunament la Roma és un club de futbol de la ciutat de Roma (Itàlia). Fundat el 1927 ha participat permanentment en la màxima categoria del futbol italià des de la seva creació, llevat únicament de la temporada 1950-51.
L'AS Roma ha estat campiona de la Serie A en tres ocasions. A més es va adjudicar la Copa d'Itàlia en nou ocasions, la qual cosa el converteix en el segon equip més campió en aquesta competició, després de la Juventus de Torí (13 títols). A nivell internacional, va guanyar la Copa de Fires en la temporada 1960/61, la copa anglo-italiana de l'any 1972 i la Lliga Europa Conferència la temporada 2021/22, també va arribar a la final de la Copa d'Europa el 1983/84 i de la Copa de la UEFA el 1990/91.
Juga com a local a l'Estadi Olímpic de Roma, el qual comparteix amb el seu tradicional rival SS Lazio, amb qui disputa el Derbi de Roma. Amb una capacitat de 81.903 espectadors, és el segon estadi amb major capacitat d'Itàlia, només per darrere de l'Estadi Giuseppe Meazza de Milà, i és considerat, segons els paràmetres de la UEFA, com un estadi de categoria 4. La seva samarreta actual és vermella porpra imperial amb vius daurats, els colors de la ciutat, pel vermell i el daurat rep el nom de giallorosso.
La Roma ha estat elegida tres cops per l'IFFHS com el Millor equip del món del mes.

## Història
L'AS Roma fou fundada el 7 de juny de 1927 amb la fusió de diversos clubs de la ciutat. Aquests foren: SS Alba-Audace, Fortitudo Pro Roma SGS i Roman FC. La fusió fou impulsada pel Partit Nacional Feixista que volia dotar de la capital d'un sol equip potent. La SS Lazio es va negar a formar-ne part.
La seva millor època la visqué als anys 80 amb jugadors com Bruno Conti, Agostino di Bartolomei o Falcão on guanyà una lliga i vuit copes italianes. A més arribà a la final de la Copa d'Europa, que va perdre amb el Liverpool FC. La temporada 2000/01 la Roma torna a guanyar la lliga i a partir del 2005 es converteix sovint en el segon equip de la lliga competint la supremacia de l'Inter i queda molt a prop de guanyar dues lligues més.
El seu primer estadi fou el Motovelodormo Appio. Més tard jugà a Testaccio i a l'Stadio Flaminio. Actualment juga a l'Stadio Olimpico que comparteix amb la SS Lazio.

### Orígens
L'AS Roma es va fundar el 7 de juny de 1927 mitjançant la fusió de tres equips de la ciutat: Roman Football Club, Fortitudo Pro Roma i Alba-Audace. El motiu de la fusió va sorgir a causa que el Partit Feixista volia donar a la capital d'Itàlia un únic i fort equip que pogués ser capaç de contrarestar el domini dels equips del nord (Juventus, Inter i AC Milan). El primer president del club va ser el membre del Partit Feixista, Italo Foschi. En aquesta fusió havia de formar part també un altre equip de Roma, la SS Lazio, però es va negar perquè l'amo del club, el general Vaccaro, volia més diners.

### Primers títols
En la seva primera temporada de 1927-28, l'equip va guanyar el seu primer trofeu, la Copa CONI en derrotar el Modena FC en la final. Els primers jugadors referents i destacats de l'equip van ser el golejador Rodolfo Volk, Fulvio Bernardini i el capità Attilio Ferraris, qui va ser campió en la Copa Mundial de Futbol el 1934.
La Roma va ser subcampió en la Sèrie A en les temporades 1930-31 i 1935-36. El club va guanyar el seu primer títol de Sèrie A en la temporada 1941-42 després d'un llarg duel amb el Torino FC. Entrenat per l'austro-hongarès Alfred Shaffer, era un equip molt fort, amb una defensa sòlida guiada pel porter Masetti i amb un contraatac perillós. Aquest any, la clau van ser els 18 gols marcats per Amedeo Amadei. Aquest va ser el primer Scudetto que no va ser guanyat per un equip del nord d'Itàlia.

### Caiguda i renaixement
La temporada 1950-51, va arribar dinovè i va descendir a la Serie B. A l'any següent, va ser primera en la Serie B i va tornar a la Sèrie A, sent aquesta l'única vegada que va descendir.
Els "giallorossi", de tornada en la Sèrie A, van ser entrenats per Gipo Viani, però durant deu anys, l'únic resultat important va ser el segon lloc aconseguit el 1954/55.
El 1953, es va traslladar per disputar els seus partits a l'Estadi Olímpic de Roma i en la temporada 1960-61 va guanyar el seu primer trofeu internacional, la Copa de Fires, després de derrotar el Royale Union Saint-Gilloise (0-0 i 4-1), FC Colònia (2-0, 0-2 i 4-1) i Hibernian (2-2, 3-3, 6-0). La final la va disputar contra el Birmingham City FC.
A Anglaterra, la Roma es va avançar en el marcador gràcies a Pedro Waldemar Manfredini, autor de dos gols, però el Birmingham va empatar amb dos gols marcats per Mike Hellawell i Bryan Orritt. En el partit de tornada jugat a l'Olímpic l'AS Roma no va tenir problemes i al final de la primera meitat arribava amb dos gols a dalt: un en pròpia meta obra de Brian Farmer i un gol de Manolo Pestrin. L'estrella del torneig va ser el gran davanter Manfredini (anomenat "Piedone"), qui va marcar 12 gols.

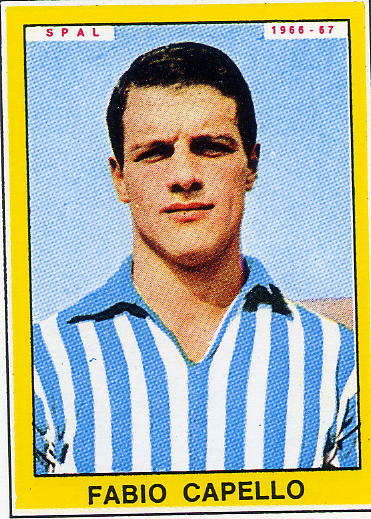
Fabio Capello.

En els anys 1960, l'AS Roma va aconseguir guanyar dues Copes d'Itàlia (el 1964 i el 1969) i va tenir plantilles competitives amb bons jugadors com Francisco Lojacono, Juan Alberto Schiaffino, Antonio Valentín Angelillo, Giacomo Losi i "Picchio" Giancarlo De Sisti. El 1969 va ser memorable per la victòria en la Copa italiana, amb Álvaro Marchini de president i el "Mag" Helenio Herrera d'entrenador tècnic. El paper principal va ser interpretat per "Ciccio" Cardona i Fabio Capello.

### Els anys 70
En els anys 70 Gaetano Anzalone va esdevenir president i va contractar un nou entrenador, Nils Liedholm (També anomenat "Barone"). El major mèrit de Liedholm va ser per donar espai a jugadors joves com Francesco Rocca i Agostino Di Bartolomei.
La temporada 1971-72 va guanyar el Trofeu Anglo-Italià, però poc després va començar l'era de la "Rometta", ple de temporades mediocres i acompanyada per una crisi econòmica que va impedir als administradors del club augmentar l'estructura organitzativa d'aquest.
La Roma va obtenir el tercer lloc el 1974/75, per darrere de la Juventus de Torí i del SSC Napoli.
El 1979, la societat va ser comprada pel ric empresari Dino Viola, que amb bons fitxatges (Falcão, Toninho Cirerer, Herbert Prohaska, Carlo Ancelotti, Franco Tancredi, Pietro Vierchowod, Roberto Pruzzo i Bruno Conti) va fer un equip molt competitiu. El 1980/81, la Roma va ser subcampió de Lliga després d'un llarg duel amb la Juventus de Torí (en el partit final, l'àrbitre va anul·lar un gol regular al romanista Turone).

### Els anys 80
La temporada 1982-83 va ser finalment, l'any d'una victòria desitjada: la Roma va aconseguir el seu segon Scudetto a Gènova el 8 de maig de 1983 gràcies a un gol de Pruzzo. L'equip, elaborat per Liedholm, va resultar ser una màquina perfecta: una defensa impenetrable, amb pilars com Tancredi, Vierchowod, Sebastiano Nela i Luigi Maldera, un centre del camp amb admirable Di Bartolomei, Falcao, Ancelotti i Prohaska i un atac explosiu amb el davanter Pruzzo i l'extrem Bruno Conti.
En la següent temporada, la Juventus va guanyar el títol de Lliga, superant a la Roma per dos punts. L'equip de la capital va participar per primera vegada en la Champions League i després d'haver eliminat a Göteborg AIS, CSKA Sofia, Dynamo Berlin i Dundee United FC, va caure derrotat en la final davant el Liverpool FC (5-3 en la tanda de penals després de l'empat 1-1 en temps reglamentari).
La temporada 1983-84 va acabar amb una altra victòria en la Copa d'Itàlia contra l'Hellas Verona, futurs campions italians. La resta de la dècada l'AS Roma només va tenir discretes participacions en la Lliga italiana.

### Els difícils 90

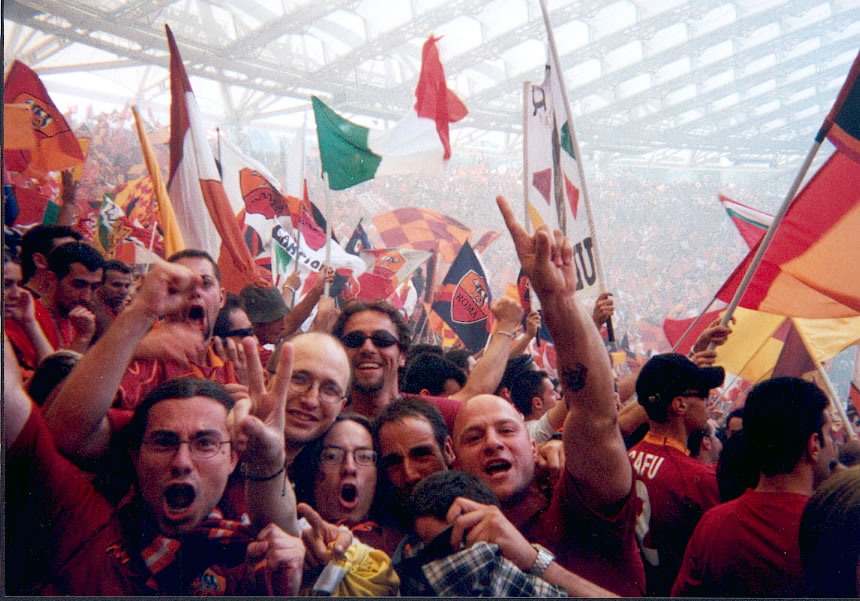
17 de juny de 2001: La Roma guanya el seu tercer campionat.

El 1991 (l'any de la mort de Viola), sota la direcció d'Ottavio Bianchi, l'AS Roma va aconseguir classificar-se per a la final de la Copa de la UEFA després de vèncer el Benfica (4-0 i 0-2), València CF (3-0 i 1-1), Girondins de Bordeus (5-0 i 0-2), RSC Anderlecht (4-0 i 1-3) i Brøndby IF (2-1 i 0-0). La final va ser contra l'Inter de Milà, que comptava amb jugadors com Lothar Matthäus, Nicola Berti i Jürgen Klinsmann. L'AS Roma va perdre a Milà 1-0 i no va poder remuntar a l'Olímpic de Roma, on només va poder empatar per 0-0. Aquesta mateixa temporada va poder vèncer en la final de la Copa d'Itàlia a la Sampdoria.
La temporada 1991-92 va començar amb derrota en la Supercopa per 1-0 davant la Sampdoria de Gianluca Vialli i Roberto Mancini. Després de la mort de Viola el 1991, la societat gestora del club va ser víctima d'una nova crisi econòmica que va desembocar en la venda dels millors jugadors per obtenir liquiditat.
El 1994, Franco Sensi va comprar la Roma, salvant-la de la fallida, i va començar a crear un equip molt fort amb la incursió de joves com Giuseppe Giannini, Francesco Totti, Di Biagio i Zanetti i amb els fitxatges de molts campions com Zago, Cafú, Samuel, Vincent Candela, Emerson, Zebina, Tommasi, Batistuta i Cassano. Al capdavant de l'equip van estar els següents entrenadors: Carlo Mazzone (94-96) i Zdeněk Zeman (97-99).

### El segle XXI
Per la temporada 2000-01, Sensi va decidir contractar a l'entrenador tècnic més reeixit a Itàlia en aquells dies, Fabio Capello, qui estava disposat a transmetre a l'AS Roma el seu contrastat estil de gestió. Sensi va comprar jugadors de primer nivell, entre ells, Vincenzo Montella, Hidetoshi Nakata i Gabriel Batistuta, però també Walter Samuel i Emerson. La Roma va superar clarament als seus rivals i va ser el líder del campionat de principi a fi, acabant la temporada amb un rècord de punts (75), la major quantitat registrada per qualsevol altre equip durant un campionat de 18 equips. Els herois: Batistuta (amb 20 gols), Montella i Totti.
La temporada 2001-02 va començar amb la conquesta de la Supercopa d'Itàlia després de vèncer a l'Fiorentina per 3-0. En canvi, a l'any següent, es va perdre una final de Copa contra l'AC Milan.

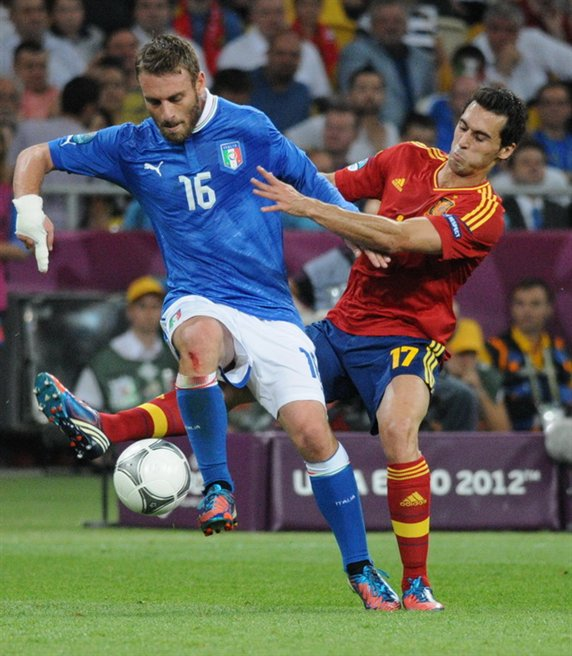
Daniele De Rossi, primer capità de la Roma.

El 2004, Capello va marxar a la Juventus i amb ell els jugadors Emerson i Zebina.Zebina. Després de la marxa d'aquests, l'equip va notar la seva falta i no va fer una bona temporada en la 2004/05 (va acabar 8è), després de veure passar per la banqueta fins a 4 entrenadors diferents i de parlar-se de problemes en el vestuari. Però després de l'escàndol del Calciopoli el 2006, l'equip amb Luciano Spalletti com a entrenador i amb una organització plena de joves, va tornar a estar llest per lluitar pel títol.

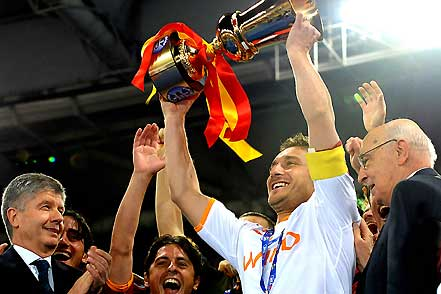
Francesco Totti aixecant la Copa d'Itàlia obtinguda per la Roma al 2008.

El 2007, el capità i l'ídol de l'equip, Francesco Totti, va guanyar la Bota d'Or com a millor golejador europeu.
Aquest any acabaria amb el subcampionat de la Sèrie A i la consecució de la vuitena Copa d'Itàlia per als romans, guanyant la final contra l'Inter de Milà.
A l'inici de la temporada 2007-08, la Roma també es va portar la Supercopa davant l'Inter a San Siro, gràcies a un penal executat per De Rossi.
El 24 de maig del 2008, la Roma disputaria la final de la Copa d'Itàlia enfront de l'Inter de Milà a l'Estadi Olímpic de Roma. La Roma guanyaria la seva novena Copa, segona consecutiva, en imposar-se als "nerazzurri" per 2-1, amb gols de Philippe Mexès i Simone Perrotta.
L'estiu del 2008, el president Franco Sensi va morir a l'edat de 82 anys després de 14 temporades com a president, en les quals l'AS Roma va guanyar un Campionat italià, dues Copes d'Itàlia i dues Supercopes d'Itàlia. La presidència va passar a les mans de la seva filla, Rosella Sensi.
Després que Claudio Ranieri substituís a Luciano Spalletti, la Roma va encadenar 24 partits invicta, arribant a aconseguir el liderat, i va acabar en segon lloc en la Sèrie A 2009/10, per darrere de l'Inter de Milà, tenint opcions de ser campió en l'última jornada. Igualment, va perdre la final de Copa enfront del conjunt llombard. Però el curs 2010-11 va ser decebedor, ja que l'equip només va guanyar un partit dels 6 primers, i encara que escalaria fins a la primera part de la classificació, va estar lluny de lluitar per l'Scudetto. Vincenzo Montella va substituir al dimitit Claudio Ranieri per al terç final del campionat, però la Roma es va mantenir en la 6a. posició de la Lliga.

#### Era Pallotta i una nova Roma
L'estiu de 2011, després de disset anys de presidència, La Família Sensi ven el club al nord-americà Thomas Di Benedetto. James Pallota es convertiria en el nou president de l'entitat a l'any següent, substituint al propietari.
Per la temporada 2011-2012, els dirigents li van lliurar el planter a l'entrenador espanyol Luis Enrique, provinent del FC Barcelona B de la Segona Divisió espanyola, amb la qual cosa va començar un nou projecte, el qual busca tornar a portar a la Roma als primers llocs a nivell nacional i internacional. Alguns dels jugadors que es van sumar a aquest projecte van ser: Bojan Krkić (provinent del FC Barcelona), Érik Lamela (va arribar des del River Plate per 15 milions d'euros), Pablo Daniel Osvaldo (golejador de l'Espanyol), Fernando Gago (que arriba des del Reial Madrid), Maarten Stekelenburg (porter titular de la selecció neerlandesa en la final del Mundial de Sud-àfrica 2010), Gabriel Heinze (exjugador del Reial Madrid, Manchester United, Olympique de Marsella i la selecció argentina) i Miralem Pjanić (jugador bosnià, ex del Lió), entre d'altres. Luis Enrique va dotar a l'equip del seu particular sistema de joc, prescindint dels extrems oberts i apostant per un futbol associatiu i d'atac pel centre.
L'estrena d'aquesta nova temporada no va ser el millor, perquè la Roma va ser eliminada en la ronda prèvia de la Lliga Europa per l'Slovan Bratislava. Després d'un irregular inici en la Sèrie A 2011-12, l'equip romà va aconseguir millorar i situar-se en posicions europees durant la major part de la segona volta, però finalment va acabar en un 7è lloc que no va satisfer les aspiracions de la directiva. A més, la SS Lazio va guanyar els dos derbis del campionat per primera vegada des de 1998, la qual cosa òbviament no va agradar als passionals afeccionats romanistes. Després d'una complicada campanya on va ser seriosament criticat, Luis Enrique va anunciar la seva marxa; i en el seu lloc es va fitxar a Zdeněk Zeman, qui tornava per iniciar la seva segona etapa en el club romà.
La Roma, de nou sota les ordres del tècnic txec, va arrencar el campionat oscil·lant entre la cinquena i la vuitena posició del campionat. Zeman va ser destituït després d'una derrota per 2-4 davant el Càller en la jornada 23, deixant a la Roma en 8a posició; i el seu assistent Aurelio Andreazzoli es va fer càrrec de l'equip interinament, portant als "giallorossi" al 6è lloc en la Sèrie A i perdent la final de la Copa d'Itàlia 2012-13. Al final de la temporada, Rudi García va ser anunciat com a nou tècnic "giallorosso", sent el primer entrenador francès de la història del club.

##### Temporada 2013-14

Resultats classificatoris de la Roma en la Lliga italiana al llarg de la seva història.

Al començament de la temporada 2013-2014, la Roma (dirigida per Rudi García) va obtenir un rècord en la Sèrie A en guanyar 10 partits seguits a l'inici de la temporada. El rècord pertanyia a la Juventus de la temporada 2005-2006, dirigida per Fabio Capello, amb 9 victòries consecutives en una arrencada de temporada. La Roma va aconseguir igualar el rècord en un partit davant l'Udinese Calcio disputat a l'Stadio Friuli vencent-los 1-0 amb gol del nord-americà Michael Bradley, i el va trencar a l'Estadi Olímpic de Roma davant el Chievo Verona vencent-los també 1-0 amb marcació de Marco Borriello. Pel camí van caure rivals com el SS Lazio (2-0), l'Inter de Milà (0-3) i el Napoli (2-0). No obstant això, després va encadenar quatre empats consecutius i va ser derrotat per la Juventus, que li va arrabassar el liderat, encara que va conservar el segon lloc en la classificació. En la Copa d'Itàlia 2013-14, la Roma arriba fins a semifinals, on és eliminada pel Nàpols. Mancant quatre jornades per al final de la Sèrie A, l'equip romà s'assegura matemàticament el subcampionat amb una ratxa de 7 victòries consecutives, a més d'igualar el seu rècord particular de punts i superar el de victòries en una Lliga. Així mateix, torna a la Lliga de Campions després de tres anys d'absència (des de l'edició 2010-11).
Durant l'agost de 2014, el grup inversor de James Pallotta es fa amb el 100% de la propietat del club.

##### Temporada 2014-15
En la seva tornada a la Lliga de Campions, la Roma no va tenir fortuna, car el sorteig la va enquadrar en el "grup de la mort", amb l'FC Bayern de Múnic i el Manchester City FC. Aquests dos equips es van classificar per a vuitens de final, relegant a l'equip transalpí a la Lliga Europa. En la Sèrie A, la Roma manté uns nombres molt similars als del curs anterior, acabant la primera volta com 2n classificat; mentre que en la Copa d'Itàlia, la Roma cau en quarts de final davant l'Fiorentina (0-2). El conjunt viola també deixaria fora a la Roma de la Lliga Europa. En començar l'any 2015, la Roma s'embussa en una sèrie d'empats que fan esfumar-se el somni de l'Scudetto, per la qual cosa ha de centrar-se a defensar la segona posició. Malgrat que va arribar a veure's superat per la SS Lazio, finalment el conjunt giallorosso s'assegura el subcampionat en guanyar el derbi contra el seu rival ciutadà en la penúltima jornada de la Sèrie A.

##### Temporada 2015-16
La temporada 2015-16, la Roma se situa com un dels favorits per guanyar el títol gràcies a una bona arrencada de temporada (23 punts en els 10 primers partits) i als fitxatges d'Edin Džeko i Mohamed Salah, que converteixen a l'equip giallorosso en el conjunt més golejador del campionat. No obstant això, les lesions de Gervinho i de l'esmentat Salah van fer que l'equip entrés en barrina, caient al 5è lloc en la Sèrie A i sent eliminat de la Copa d'Itàlia en la primera eliminatòria. L'equip va acabar la primera volta de la Sèrie A en 5ª posició. Després d'obtenir un sol triomf en 10 partits, Rudi García va ser destituït, i l'endemà s'anunciava el retorn de Luciano Spalletti a la banqueta de l'Estadi Olímpic de Roma. Amb el canvi d'entrenador i els fitxatges hivernals d'Stephan El Shaarawy i Diego Perotti, la Roma va iniciar una ratxa positiva de joc i resultats, encadenant 7 victòries consecutives que la van portar a la 3ª posició en el campionat local.

## Afició

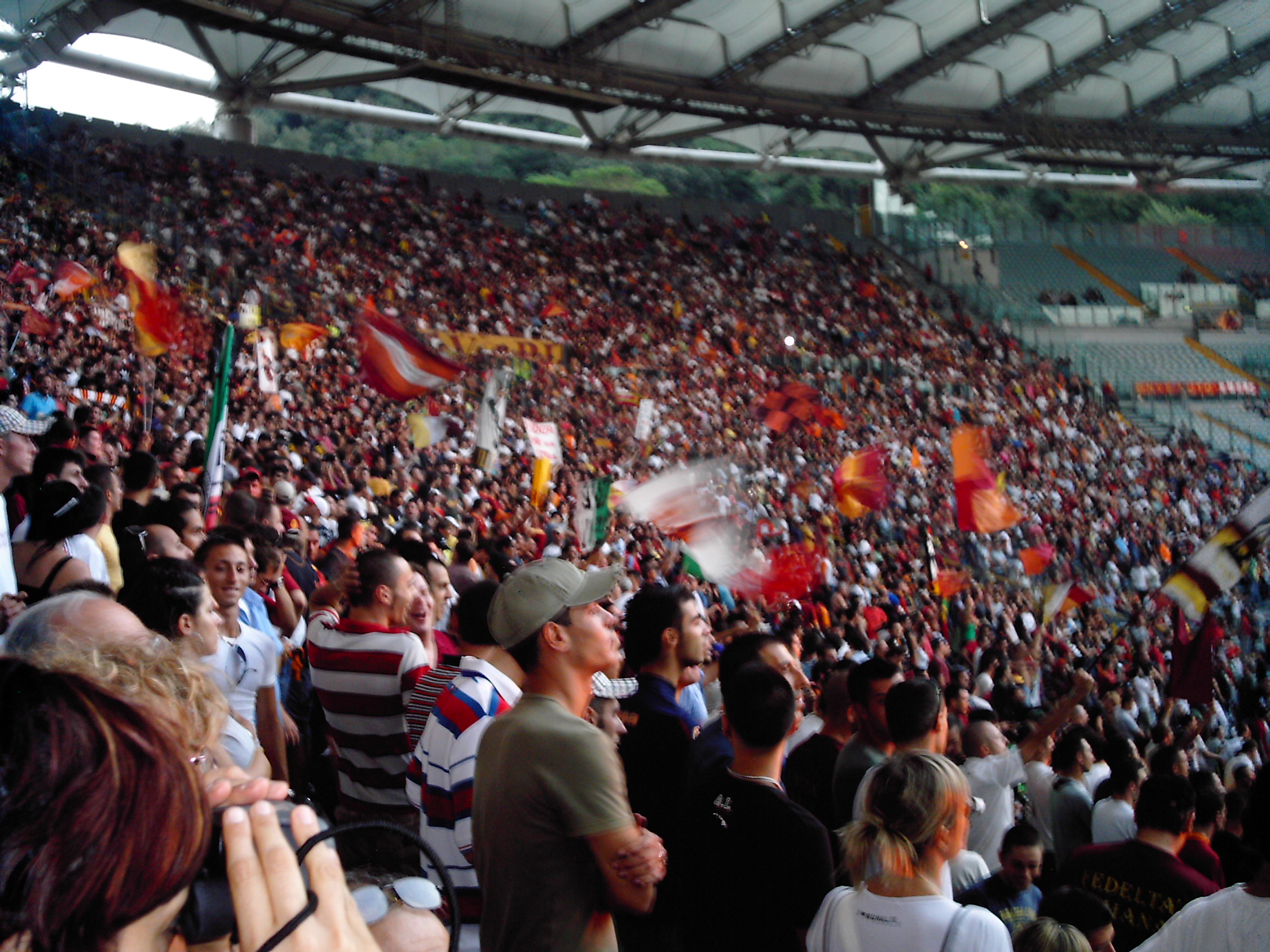
Aficionats de la Roma a l'Estadi Olímpic de Roma.

La Roma, segons una enquesta duta a terme per l'institut de sondejos Demos el setembre de 2012, és el cinquè equip amb més seguidors de tot Itàlia amb el 7,3% de la població. Es troba després de la Juventus (28,5%), l'AC Milan (15,8%), l'Inter (14,5%) i el Napoli (13,2%); està sobre l'Fiorentina (2,6%). La "casa" dels afeccionats romanistes és la Corba Sud de l'Estadi Olímpic de Roma. Les principals rivalitats són amb: SS Lazio, Juventus, Napoli, Inter, AC Milan, Fiorentina i Catania.
Alguns populars aficionats de l'AS Roma són els actors Lino Banfi, Carlo Verdone, Pierfrancesco Favino, Valerio Mastandrea, Sabrina Ferilli, el director d'orquestra Ennio Morricone, els pilots de Fórmula 1 Giancarlo Fisichella i Daniil Kvyat, el periodista i comentarista radial Carlo Zampa i els cantants Antonello Venditti, Marco Conidi i Daniele Silva.

## Uniforme
- Uniforme titular: Samarreta vermella, pantalons blancs i mitges vermelles.
- Uniforme visitant: Samarreta blanca amb doble franja vermella i taronja, pantalons blancs i mitges blanques.
- Uniforme alternatiu: Samarreta grisa, pantalons negres i mitges negres.

### Evolució de l'uniforme
| 2007-08 | 2008-09 | 2009-10 | 2010-11 | 2011-12 |

| 2012-13 | 2013-14 | 2014-15 | 2015-2016 |  |

## Palmarès
- 3 Lliga italiana de futbol: 
  - 1941-42, 1982-83, 2000-01
- 9 Copa italiana de futbol: 
  - 1963-64, 1968-69, 1979-80, 1980-81, 1983-84, 1985-86, 1990-91, 2006-07, 2007-08
- 2 Supercopa italiana de futbol: 
  - 2001, 2007
- 1 Copa de les Ciutats en Fires: 
  - 1960-61
- 1 Lliga Conferència de la UEFA:
  - 2021-22
- 1 Copa Anglo-Italiana: 
  - 1971-72

## Jugadors

### Plantilla 2025-26
A 6 agost 2025 
| N. | Pos. | Nac. | Jugador                            |
| -- | ---- | --- | ---------------------------------- |
| 2  | DEF  | [[Fitxer:Flag of the Netherlands.svg\|23x15px\|border \|alt=Països Baixos\|link=Selecció de futbol dels Països Baixos\|{{#if:\|]] | Devyne Rensch                      |
| 3  | DEF  | [[Fitxer:Flag of Spain.svg\|23x15px\|border \|alt=Espanya\|link=Selecció de futbol d'Espanya\|{{#if:\|]]                          | Angeliño                           |
| 4  | MIG  | [[Fitxer:Flag of Italy.svg\|23x15px\|border \|alt=Itàlia\|link=Selecció de futbol d'Itàlia\|{{#if:\|]]                            | Bryan Cristante (2n capità)        |
| 5  | DEF  | [[Fitxer:Flag of Côte d'Ivoire.svg\|23x15px\|border \|alt=Costa d'Ivori\|link=Selecció de futbol de la Costa d'Ivori\|{{#if:\|]]  | Evan Ndicka                        |
| 7  | MIG  | [[Fitxer:Flag of Italy.svg\|23x15px\|border \|alt=Itàlia\|link=Selecció de futbol d'Itàlia\|{{#if:\|]]                            | Lorenzo Pellegrini                 |
| 8  | MIG  | [[Fitxer:Flag of Morocco.svg\|23x15px\|border \|alt=Marroc\|link=Selecció de futbol del Marroc\|{{#if:\|]]                        | Neil El Aynaoui                    |
| 9  | DAV  | [[Fitxer:Flag of Ukraine.svg\|23x15px\|border \|alt=Ucraïna\|link=Selecció de futbol d'Ucraïna\|{{#if:\|]]                        | Artem Dovbyk                       |
| 11 | DAV  | [[Fitxer:Flag of Ireland.svg\|23x15px\|border \|alt=Irlanda\|link=Selecció de futbol de la República d'Irlanda\|{{#if:\|]]        | Evan Ferguson (cedit pel Brighton) |
| 17 | MIG  | [[Fitxer:Flag of France (1794–1815, 1830–1974).svg\|23x15px\|border \|alt=França\|link=Selecció de futbol de França\|{{#if:\|]]   | Manu Koné                          |
| 18 | DAV  | [[Fitxer:Flag of Argentina.svg\|23x15px\|border \|alt=Argentina\|link=Selecció de futbol de l'Argentina\|{{#if:\|]]               | Matías Soulé                       |
| 19 | DEF  | [[Fitxer:Flag of Turkey.svg\|23x15px\|border \|alt=Turquia\|link=Selecció de futbol de Turquia\|{{#if:\|]]                        | Zeki Çelik                         |
| 21 | DAV  | [[Fitxer:Flag of Argentina.svg\|23x15px\|border \|alt=Argentina\|link=Selecció de futbol de l'Argentina\|{{#if:\|]]               | Paulo Dybala                       |
| 22 | DEF  | [[Fitxer:Flag of Spain.svg\|23x15px\|border \|alt=Espanya\|link=Selecció de futbol d'Espanya\|{{#if:\|]]                          | Mario Hermoso                      |

| N. | Pos. | Nac. | Jugador                             |
| -- | ---- | --- | ----------------------------------- |
| 23 | DEF  | [[Fitxer:Flag of Italy.svg\|23x15px\|border \|alt=Itàlia\|link=Selecció de futbol d'Itàlia\|{{#if:\|]]                            | Gianluca Mancini                    |
| 24 | DEF  | [[Fitxer:Flag of Albania.svg\|23x15px\|border \|alt=Albània\|link=Selecció de futbol d'Albània\|{{#if:\|]]                        | Marash Kumbulla                     |
| 32 | POR  | [[Fitxer:Flag of Colombia.svg\|23x15px\|border \|alt=Colòmbia\|link=Selecció de futbol de Colòmbia\|{{#if:\|]]                    | Devis Vásquez                       |
| 34 | DEF  | [[Fitxer:Flag of the Netherlands.svg\|23x15px\|border \|alt=Països Baixos\|link=Selecció de futbol dels Països Baixos\|{{#if:\|]] | Anass Salah-Eddine                  |
| 35 | DAV  | [[Fitxer:Flag of Italy.svg\|23x15px\|border \|alt=Itàlia\|link=Selecció de futbol d'Itàlia\|{{#if:\|]]                            | Tommaso Baldanzi                    |
| 43 | DEF  | [[Fitxer:Flag of Brazil.svg\|23x15px\|border \|alt=Brasil\|link=Selecció de futbol del Brasil\|{{#if:\|]]                         | Wesley                              |
| 51 | MIG  | [[Fitxer:Flag of Italy.svg\|23x15px\|border \|alt=Itàlia\|link=Selecció de futbol d'Itàlia\|{{#if:\|]]                            | Niccolò Pisilli                     |
| 66 | DEF  | [[Fitxer:Flag of Spain.svg\|23x15px\|border \|alt=Espanya\|link=Selecció de futbol d'Espanya\|{{#if:\|]]                          | Buba Sangaré                        |
| 67 | DAV  | [[Fitxer:Flag of Italy.svg\|23x15px\|border \|alt=Itàlia\|link=Selecció de futbol d'Itàlia\|{{#if:\|]]                            | Luigi Cherubini                     |
| 87 | DEF  | [[Fitxer:Flag of Italy.svg\|23x15px\|border \|alt=Itàlia\|link=Selecció de futbol d'Itàlia\|{{#if:\|]]                            | Daniele Ghilardi (cedit pel Verona) |
| 91 | POR  | [[Fitxer:Flag of Poland.svg\|23x15px\|border \|alt=Polònia\|link=Selecció de futbol de Polònia\|{{#if:\|]]                        | Radosław Żelezny                    |
| 92 | DAV  | [[Fitxer:Flag of Italy.svg\|23x15px\|border \|alt=Itàlia\|link=Selecció de futbol d'Itàlia\|{{#if:\|]]                            | Stephan El Shaarawy (capità)        |
| 99 | POR  | [[Fitxer:Flag of Serbia.svg\|23x15px\|border \|alt=Sèrbia\|link=Selecció de futbol de Sèrbia\|{{#if:\|]]                          | Mile Svilar                         |

### Equip filial
| N. | Pos. | Nac. | Jugador           |
| -- | ---- | --- | ----------------- |
| 68 | MIG  | [[Fitxer:Flag of Switzerland.svg\|23x16px\|border \|alt=Suïssa\|link=Selecció de futbol de Suïssa\|{{#if:\|]] | Alessandro Romano |
| 74 | DEF  | [[Fitxer:Flag of Italy.svg\|23x15px\|border \|alt=Itàlia\|link=Selecció de futbol d'Itàlia\|{{#if:\|]]        | Filippo Reale     |

### Altres jugadors amb contracte
| N. | Pos. | Nac. | Jugador           |
| -- | ---- | --- | ----------------- |
| 55 | MIG  | [[Fitxer:Flag of The Gambia.svg\|23x15px\|border \|alt=Gàmbia\|link=Selecció de futbol de Gàmbia\|{{#if:\|]]      | Ebrima Darboe     |
| 95 | POR  | [[Fitxer:Flag of Italy.svg\|23x15px\|border \|alt=Itàlia\|link=Selecció de futbol d'Itàlia\|{{#if:\|]]            | Pierluigi Gollini |
| —  | DEF  | [[Fitxer:Flag of Catalonia.svg\|23x15px\|border \|alt=Catalunya\|link=Selecció de futbol de Catalunya\|{{#if:\|]] | Jan Oliveras      |

| N. | Pos. | Nac. | Jugador             |
| -- | ---- | --- | ------------------- |
| —  | MIG  | [[Fitxer:Flag of Italy.svg\|23x15px\|border \|alt=Itàlia\|link=Selecció de futbol d'Itàlia\|{{#if:\|]]                     | Edoardo Bove        |
| —  | DAV  | [[Fitxer:Flag of Italy.svg\|23x15px\|border \|alt=Itàlia\|link=Selecció de futbol d'Itàlia\|{{#if:\|]]                     | Fabrizio Marazzotti |
| —  | DAV  | [[Fitxer:Flag of Ireland.svg\|23x15px\|border \|alt=Irlanda\|link=Selecció de futbol de la República d'Irlanda\|{{#if:\|]] | Kevin Zefi          |

### Cedits a altres equips
| N. | Pos. | Nac. | Jugador                                                    |
| -- | ---- | --- | ---------------------------------------------------------- |
| —  | DEF  | [[Fitxer:Flag of Italy.svg\|23x15px\|border \|alt=Itàlia\|link=Selecció de futbol d'Itàlia\|{{#if:\|]]                           | Mattia Mannini (al Juve Stabia fins al 30 de juny de 2026) |
| —  | DEF  | [[Fitxer:Flag of Saudi Arabia.svg\|23x15px\|border \|alt=Aràbia Saudita\|link=Selecció de futbol de l'Aràbia Saudita\|{{#if:\|]] | Saud Abdulhamid (al RC Lens fins al 30 de juny de 2026)    |
| —  | MIG  | [[Fitxer:Flag of Italy.svg\|23x15px\|border \|alt=Itàlia\|link=Selecció de futbol d'Itàlia\|{{#if:\|]]                           | Riccardo Pagano (al Bari fins al 30 de juny de 2026)       |

| N. | Pos. | Nac. | Jugador                                                              |
| -- | ---- | --- | -------------------------------------------------------------------- |
| —  | DAV  | [[Fitxer:Flag of Uzbekistan.svg\|23x15px\|border \|alt=Uzbekistan\|link=Selecció de futbol d'Uzbekistan\|{{#if:\|]] | Eldor Shomurodov (al İstanbul Başakşehir fins al 30 de juny de 2026) |
| —  | DAV  | [[Fitxer:Flag of England.svg\|23x15px\|border \|alt=Anglaterra\|link=Selecció de futbol d'Anglaterra\|{{#if:\|]]    | Tammy Abraham (al Beşiktaş JK fins al 30 de juny de 2026)            |

### Jugadors històrics destacats
Categoria principal: Futbolistes de l'AS Roma
| - Aldair (1990-2003) - Amedeo Amadei - Francesco Antonioli (1999-2003) - Marcos Assunção (1999-2002) - Abel Balbo (1993-98, 2000-02) - Gabriel Batistuta (2000-2002) - Cafú (1997-2003) - Vincent Candela (1996-2005) - John Carew (2003-2004) - Antonio Cassano (2001-2006) | - Bruno Conti (1973-1990) - Dino Da Costa - Marco Delvecchio (1995-2005) - Luigi Di Biagio (1995-1999) - Emerson Ferreira da Rosa (2000-2004) - Paulo Roberto Falcão - Giuseppe Giannini (1981-1996) - Thomas Häßler (1991-1994) - Alessandro Mancini - Pedro Manfredini | - Vincenzo Montella - Hidetoshi Nakata (2000-2001) - Roberto Pruzzo - Claudio Ranieri (1972-1974) - Walter Samuel (2000-2004) - Angelo Sormani - Francesco Totti - Rudi Völler (1987-1992) - Jonathan Zebina (2000-2004) - Maicon Douglas Sisenando (2013-2016) |

## Entrenadors
- 1927 - William Garbutt
- 1929 - Guido Baccani
- 1930 - Francis Burgess
- 1932 - Jonas Baar
- 1933 - Lajos Kovács
- 1934 - Luigi Barbesino
- 1938 - Guido Ara
- 1939 - Alfred Schaffer
- 1942 - Géza Kertész
- 1943 - Guido Masetti
- 1945 - Giovanni Degni
- 1947 - Imre Senkey
- 1948 - Luigi Brunella
- 1949 - Fulvio Bernardini
- 1950 - Adolfo Baloncieri
- 1950 - Pietro Serantoni
- 1950 - Guido Masetti
- 1951 - Giuseppe Viani
- 1953 - Mario Varglien
- 1954 - Jesse Carver
- 1956 - György Sarosi
- 1956 - Guido Masetti
- 1957 - Alec Stock
- 1958 - Gunnar Nordahl
- 1959 - György Sarosi
- 1960 - Alfredo Foni
- 1961 - Luis Carniglia
- 1963 - Alfredo Foni
- 1963 - Naim Krieziu
- 1963 - Lluís Miró
- 1965 - Juan Carlos Lorenzo
- 1966 - Oronzo Pugliese
- 1968 - Helenio Herrera
- 1970 - Luciano Tessari
- 1971 - Helenio Herrera
- 1972 - Tonino Trebiciani
- 1973 - Manlio Scopigno
- 1974 - Nils Liedholm
- 1978 - Gustavo Giagnoni
- 1979 - Ferruccio Valcareggi
- 1980 - Nils Liedholm
- 1984 - Sven-Göran Eriksson
- 1986 - Angelo Sormani
- 1988 - Nils Liedholm
- 1988 - Luciano Spinosi
- 1989 - Gigi Radice
- 1990 - Ottavio Bianchi
- 1992 - Vujadin Boškov
- 1993 - Carlo Mazzone
- 1996 - Carlos Bianchi
- 1996 - Nils Liedholm
- 1996 - Ezio Sella
- 1997 - Zdeněk Zeman
- 1999 - Fabio Capello
- 2004 - Cesare Prandelli
- 2004 - Rudi Völler
- 2004 - Luigi Del Neri
- 2005 - Bruno Conti
- 2005 - Luciano Spalletti
- 2009 - Claudio Ranieri
- 2011 - Vincenzo Montella
- 2011 - Luis Enrique
- 2012 - Zdeněk Zeman
- 2012 - Aurelio Andreazzoli
- 2013 - Rudi Garcia
- 2016 - Luciano Spalletii
- 2017 - Eusebio Di Francesco
- 2019 - Claudio Ranieri
- 2019 - Paulo Fonseca
- 2021 - José Mourinho

## Presidents
| - 1927-1928: Italo Foschi. - 1928-1935: Renato Sacerdoti. - 1935-1936: Vittorio Scialoja. - 1936-1941: Igino Bettini. - 1941-1944: Edgardo Bazzini. - 1944-1949: Pietro Baldassarre. - 1949-1952: Pier Carlo Restagno. - 1952: Romolo Vaselli. - 1952-1958: Renato Sacerdoti. - 1958-1962: Anacleto Gianni. - 1962-1965: Francesco Marini-Dettina. |  | - 1965-1968: Franco Evangelisti. - 1968-1969: Francesco Ranucci. - 1969-1971: Álvaro Marchini. - 1971-1979: Gaetano Anzalone. - 1979-1991: Dino Viola. - 1991: Flora Viola. - 1991-1993: Giuseppe Ciarrapico. - 1993: Ciro Di Martino. - 1993-2008: Francesco Sensi. - 2008-2011: Rosella Sensi. - 2011-2012: Thomas Di Benedetto. |  | - 2012-2020: James Pallotta. - 2020 - present: Dan Friedkin. |